# Pascual Carrión y Carrión
Pascual Carrión y Carrión (Saix, Alt Vinalopó, 3 de novembre de 1891 - València, 15 de setembre de 1976) va ser un enginyer agrònom valencià que va destacar a principis del segle XX per ser un dels més actius promotors de la Llei de Reforma Agrària de la Segona República, integrant la Comissió Tècnica encarregada d'elaborar l'avantprojecte.

## Biografia
Va nàixer a Saix (Alt Vinalopó) el 3 de novembre de 1891. Va residir a Madrid amb la seua família des de jove, cursant enginyeria agrícola a l'Instituto Agrícola Alfonso XII. Les seues idees liberals el van portar a travar contacte ràpidament amb la Institución Libre de Enseñanza i la Residencia de Estudiantes. Allí hi va conèixer Francisco Giner de los Ríos, Manuel Azaña, José Ortega y Gasset i Luis Araquistáin entre d'altres. Les obres de Joaquín Costa sobre el col·lectivisme agrari li van produir una notable influència. Va seguir amb avidesa la lectura de les obres dels regeneracionistes i del fisiòcrata Henry George. No va trigar a establir contacte amb les Juntes Liberals d'Andalusia, coneixent allí el nacionalisme andalús de l'època i integrant-se plenament en el moviment andalusista. En acabar els seus estudis i ingressar al Cos d'Enginyers, no va dubtar a sol·licitar i obtenir com a destinació Sevilla per continuar la seua activitat.
Defensor d'una reforma agrària en profunditat a Andalusia que eliminés els latifundis, va participar al costat de Blas Infante (al qual l'unia una profunda amistat personal), Francisco Largo Caballero, Joaquín Guichot i altres a l'Assemblea de Còrdova de 1919 que va realitzar un manifest en favor de la reforma completa del camp andalús. Carrión va començar a ser conegut gràcies als articles que escrivia per a diaris andalusos i que eren donats a conèixer a Madrid, entre d'altres, per Ortega y Gasset, en els diaris El Sol i El Debate. Traslladat a València en 1921, va desenvolupar una intensa labor entre els viticultors valencians per a la millora del camp llevantí. Va tornar a Madrid en 1927, destinat en el lloc on es va formar, el Instituto Agrícola de Alfonso XII. Va ser designat representant de la Confederació Nacional Vitivinícola en la conferència nacional vinícola convocada pel Ministeri d'Economia Nacional el 15 de juliol de 1930.
Amb l'arribada de la Segona República es va traslladar a Andalusia, on va treballar intensament per a l'avantprojecte de Llei de reforma agrària, que va ser aprovat en Consell de Ministres en juliol de 1931 però que no es va convertir en Llei finalment, encara que sí un projecte modificat que va entrar en vigor en 1932: la Llei de Reforma Agrària d'Espanya. En 1936, per Decret de 13 d'octubre, és nomenat de forma interina Comissari de l'Escola Especial d'Enginyers Agrònoms de Madrid.
Ferm partidari de la confiscació de terres sense conrear, defensava no obstant la legitimitat de la propietat d'aquells que mantinguessin actives les mateixes. Va ser crític amb els processos desamortitzadores del segle xix, que havien portat la propietat de la terra de la mà de l'Església a la dels terratinents, sense que això hagués suposat un canvi en la seua productivitat. També criticava amb duresa que els processos desamortitzadors s'haguessin saldat deixant en mans d'uns pocs els antics béns comunals que explotaven les ciutats i pobles per a benefici de tots els seus habitants.
Després de la finalització de la Guerra Civil, va ser detingut, depurat i inhabilitat, i fou destinat a Requena des de 1941 fins a la seua jubilació en 1961. Va morir a la ciutat de València el 15 de setembre de 1976.

## Obres
- La germinación de las semillas, Calp, Valencia, 1922, 32 pp.[3]
- La Ley de Reforma Agraria
- La Reforma Agraria. Problemas Fundamentales, Madrid, 1931
- La Reforma agraría de la II República y la situación actual de la agricultura, Barcelona, 1973
- Los latifundios en España: su importancia, origen, consecuencias y solución, Madrid, 1932 y Barcelona, 1975